# Manoir de la Fieffe
Le manoir de la Fieffe est un édifice situé à Cherbourg-en-Cotentin, en France.

## Localisation
Le monument est situé dans le département français de la Manche, à Cherbourg-en-Cotentin, sur le territoire de la commune déléguée de La Glacerie, entre les faubourgs sud-est de Cherbourg et le village de la Verrerie comprenant l'église paroissiale.

## Architecture
Les façades et les toitures du manoir et des communs, ainsi que les cheminées de la grande salle du rez-de-chaussée et des deux chambres au premier étage sont inscrites au titre des monuments historiques depuis le 15 juin 1977.